# Rupture de contrat (roman)
Rupture de contrat (Deal Breaker) est un roman policier américain de Harlan Coben publié en 1995. C'est le premier roman de Harlan Coben dont le héros est Myron Bolitar.
Le roman est traduit en français en 2003. 

## Résumé
Myron Bolitar est l'agent sportif de Christian Steele, un joueur de football américain dont la petite amie Kathy Culver a disparu dix-huit mois auparavant dans des circonstances troublantes. Il y a trois jours, Adam Culver, père de Kathy a été retrouvé assassiné. Ce meurtre a-t-il un lien avec la disparition de sa fille ?
Parallèlement à cette enquête, il doit aider Chaz Landeaux qui a signé il y a quatre ans alors qu'il était encore amateur, un contrat avec l'agence sportive Pro & Co. 
Christian fait appel à Myron car il vient de recevoir une revue pornographique dans lequel Kathy est en photo nue. L'annonce passée par Kathy n'apparait dans aucun des autres magazines du même éditeur. Christian l'a reçu sous enveloppe non postée.
Myron décide d'enquêter sur le passé de Kathy. Elle avait toujours été une bonne élève sans histoire jusqu'en dernière année de lycée. Que s'est-il passé, pourquoi cette petite fille modèle était-elle devenue une jeune dévergondée ?
Quelques mois avant sa disparition, elle semblait avoir repris pied, elle sortait avec Christian Steele et lui seul comptait. C'était le grand amour. 
Un jour, Adam Culver autopsie un corps retrouvé enseveli dans une forêt ; il était revêtu d'un sweat jaune semblable à celui que Kathy aimait enfiler pour être à l'aise. Il rentre chez lui et trouve sa femme au lit avec son ami Paul Duncan, tout comme les avait trouvé Kathy quelques mois auparavant avant son changement soudain de comportement.
Son père avait donc décidé de mener son enquête seul. Il aurait appris par Nancy Nerat l'ancienne colocataire de Kathy, que le sweat n'était plus dans la chambre depuis qu'elle fréquentait Christian. Il décide de piéger le meurtrier de sa fille mais il est assassiné à son tour.
Myron apprend que la nuit de sa disparition, Kathy a subi un viol collectif dans l'enceinte du campus, qu'elle a cherché de l'aide auprès du doyen de l'université et de son meurtrier. Puis elle a disparu.
Myron découvre tous les documents compromettant laissés par Adam Culver contre le meurtrier de Kathy dans une cabane près de lieu de la découverte du corps. Avec l'aide de Jessica qui se fait passer pour sa sœur, il décide de tendre un piège dans la forêt. Et le meurtrier se trahit : Christian, qui avait assommé Kathy après qu'elle lui a révélé ses aventures sexuelles pour humilier sa mère. Le corps autopsié par Adam était bien celui de sa fille. C'est d'ailleurs Adam qui avait fait paraître les photos. Ce qu'il ignorait, c'est que Kathy était encore vivante quand il l'a enterré.

## Personnages
- Myron Bolitar : agent sportif et fondateur de MB Sport, c'est un ancien basketteur de haut niveau. Il a dû arrêter sa carrière à la suite d'une blessure au genou. Ancien agent du FBI, il est spécialiste des arts martiaux.

- Windsor Horne Lockwood surnommé "Win" : ami depuis l'université avec Myron. Ils font équipe pour les enquêtes. Il est féru d'arts martiaux, expert en taekwondo et en close-combat. Il aime la justice et peut se montrer violent envers ceux qui ne la respectent pas.

- Esperanza Diaz : ancienne catcheuse professionnelle sous le nom de "Petite Pocahontas", d'origine hispanique, elle est petite et athlétique. Elle est la secrétaire de Myron. Elle suit des cours du soir pour devenir avocate.

- Adam Culver : médecin légiste, il est le père de Kathy et de Jessica.

- Carol Culver : femme d'Adam. Elle a toujours été préférée par sa fille à son père, jusqu'à un jour.

- Paul Duncan : Il est policier et ami de la famille.

- Kathy Culver : c'est la plus jeune des trois enfants Culver ; elle a toujours eu une grande admiration pour sa mère.

- Jessica  Culver : ex-petite amie et grand amour de Myron. Elle est romancière et leur vie sentimentale est assez compliquée. Au début de ce roman, ils sont séparés.

- Christian Steele : joueur de football américain dont Myron est l'agent et pour qui il négocie un contrat pour le faire jouer chez les Titans.

- Nancy Serat : étudiante, elle était dans la même chambre que Kathy.

## Prix et distinctions
- Prix Anthony 1996 du meilleur livre de poche original[1]